# کمپلز
کمپلز (به اسپانیایی: Campellas) یک منطقهٔ مسکونی در اسپانیا است که در ریپولس واقع شده‌است. کمپلز ۱۸٫۶ کیلومتر مربع مساحت دارد.